# 維亞佐維齊亞
49°2′46″N 29°7′49″E / 49.04611°N 29.13028°E
維亞佐維齊亞（烏克蘭語：В'язовиця），是烏克蘭西南部的村莊，隸屬文尼察州的文尼察區。該村處於維亞佐維齊亞河畔，始建於1870年，面積0.48平方公里，海拔高度263米，2001年人口7。